# برایتنباخ آم‌این
برایتنباخ آم‌این (به آلمانی: Breitenbach am Inn) یک منطقهٔ مسکونی در اتریش است که در ناحیه کوفستاین واقع شده‌است. برایتنباخ آم‌این ۳۷٫۹۹ کیلومتر مربع مساحت دارد ۵۱۰ متر بالاتر از سطح دریا واقع شده‌است.